# Linda Puppendahl
Linda Puppendahl (* 29. Dezember 1999) ist eine deutsche Tennisspielerin.

## Karriere
Puppendahl gewann bislang einen Doppeltitel auf dem ITF Women’s Circuit.

## Turniersiege

### Doppel
| Nr. | Datum         | Turnier | Kategorie   | Belag | Partnerin          | Finalgegnerinnen           | Ergebnis |
| --- | ------------- | ------- | ----------- | ----- | ------------------ | -------------------------- | -------- |
| 1.  | 20. Juli 2018 | Brüssel | ITF $15.000 | Sand  | Sabrina Rittberger | Lara Salden Camille Sireix | 6:2, 6:2 |